# 1.º Prêmio Jabuti Acadêmico
O 1.º Prêmio Jabuti Acadêmico foi uma premiação literária brasileira derivada do Prêmio Jabuti e organizada pela Câmara Brasileira do Livro, com apoio da Academia Brasileira de Ciências e da Sociedade Brasileira para o Progresso da Ciência, com o objetivo de laurear obras científicas, técnicas e profissionais.

## História
As inscrições para a primeira edição do Prêmio Jabuti Acadêmico foram abertas de 30 de janeiro a 19 de março de 2024. Já a consulta pública sobre o Livro Acadêmico Clássico, ocorreu entre 30 de janeiro de 28 de fevereiro de 2024. Foram recebidas ao todo 1.953 inscrições
Os seminfinalistas e finalistas foram divulgados em julho de 2024 e a cerimônia de premiação ocorrereu em 6 de agosto de 2024 no Teatro Sérgio Cardoso, em São Paulo.
Em julho, a professora doutora Silvia Pimentel foi anunciada como a Personalidade Acadêmica escolhida pela curadoria do evento.

## Indicados e vencedores

### Eixo Ciência e Cultura
| Categoria                                                                        | Vencedores | Finalistas | Semifinalistas |
| -------------------------------------------------------------------------------- | --- | --- | --- |
| Administração Pública e de Empresas, Ciências Contábeis e Turismo                | A privatização certa: por que as empresas privadas em iniciativas públicas precisam de governos capazes Sérgio G. Lazzarini / Portfolio-Penguin                                                                                        | - Crises financeiras: Brasil e mundo (1929-2023) (Roberto Teixeira da Costa / Portfolio-Penguin) - Desmonte e reconfiguração de políticas públicas no Brasil (2016-022) (Alexandre de Ávila Gomide, Maria Antonieta Leopoldi e Michelli Morais de Sá e Silva / Instituto de Pesquisa Econômica Aplicada - IPEA, Instituto Nacional de Ciência e Tecnologia em Políticas Públicas, Estratégias e Desenvolvimento - INCT/PPED) - Técnicas de machine learning (Abraham Laredo Sicsú, André Samartini e Nelson Lerner Barth, organizadores / Blucher) - Transformação digital e Indústria 4.0: produção e sociedade (José Benedito Sacomano, Márcia Terra da Silva, Rodrigo Franco Gonçalves e Sílvia Helena Bonilla, organizadores / Blucher) | - Consumo verde: a construção de um mercado de massa sustentável (Ricardo Esturaro / Tira de Letra) - Liderança estratégica em tempos disruptivos: lições de líderes em organizações pelo mundo (Daniel Estima de Carvalho, Elisa Tozzi e Renata Giovinazzo Spers / Actual) - Manual de contabilidade bancária: aplicável a todas as entidades autorizadas pelo Banco Central do Brasil (Eric Barreto, organizador / Atlas) - República em notas (Gabriela Lotta e Vanessa Campagnac, organizadoras / Cobogó) - Turismo rural no Brasil e experiências turísticas memoráveis (Fátima Priscila Morela Edra, Osiris Marques e Marllon Santos da Silva, organizadores / Paco Editorial) |
| Antropologia, Sociologia, Demografia, Ciência Política e Relações Internacionais | A torre: o cotidiano de mulheres encarceradas pela ditadura Luiza Villaméa / Companhia das Letras | - 7 anos no museu de favela 2008 a 2014 (Kátia Afonso Silva Loureiro / Danda) - Ardis da Arte: Imagem, agência e ritual na Amazônia (Carlos Fausto / Editora da Universidade de São Paulo - EDUSP) - Escrita histórica e geopolítica da raça: a recepção de Gilberto Freyre na França (Cibele Barbosa / Global Editora) | - Capitalismo e escravidão no Brasil pós-escravista (José de Souza Martins / Editora da Universidade Estadual Paulista - UNESP) - Esfarrapados: como o elitismo histórico-cultural moldou as desigualdades no Brasil (Cesar Calejon / Civilização Brasileira) - O Fascismo da cor: uma radiografia do racismo nacional (Muniz Sodré / Vozes) - O mundo dos alimentos em transformação: mesmos pratos. Novos ingredientes, processos e atores (John Wilkinson / Appris) - Testosterona: a biografia de um hormônio (Lucas Tramontano / Fundação Oswaldo Cruz - FIOCRUZ) |
| Antropologia, Sociologia, Demografia, Ciência Política e Relações Internacionais | Entre risos e perigos: artes da resistência e ecologia quilombola no Alto Sertão da Bahia Suzane de Alencar Vieira / 7Letras | - 7 anos no museu de favela 2008 a 2014 (Kátia Afonso Silva Loureiro / Danda) - Ardis da Arte: Imagem, agência e ritual na Amazônia (Carlos Fausto / Editora da Universidade de São Paulo - EDUSP) - Escrita histórica e geopolítica da raça: a recepção de Gilberto Freyre na França (Cibele Barbosa / Global Editora) | - Capitalismo e escravidão no Brasil pós-escravista (José de Souza Martins / Editora da Universidade Estadual Paulista - UNESP) - Esfarrapados: como o elitismo histórico-cultural moldou as desigualdades no Brasil (Cesar Calejon / Civilização Brasileira) - O Fascismo da cor: uma radiografia do racismo nacional (Muniz Sodré / Vozes) - O mundo dos alimentos em transformação: mesmos pratos. Novos ingredientes, processos e atores (John Wilkinson / Appris) - Testosterona: a biografia de um hormônio (Lucas Tramontano / Fundação Oswaldo Cruz - FIOCRUZ) |
| Arquitetura, Urbanismo, Design e Planejamento Urbano e Regional                  | Genealogia da cidade Carlos Antônio Leite Brandão / Editora da Universidade Federal de Minas Gerais - UFMG | - Arquitetura e Realidade (Patrícia Pereira Martins / Altamira Editorial) - Arquitetura sustentável?: quando o discurso não mais sustenta um futuro para a prática arquitetônica (Rita de Cássia Pereira Saramago / Annablume) - Atlas do chão: Constelação Independente (Ana Luiza de Souza Nobre e David Moreno Sperling, organizadores / Rio Books) - Introdução à acessibilidade urbana: um guia prático em R (Daniel Herszenhut e Rafael H. M. Pereira / Instituto de Pesquisa Econômica Aplicada - IPEA) | - A Escola de Ulm: 1953-1968 (Rodrigo Otávio da Silva Paiva / Appris) - Arquitetura e escrita: relatos do ofício (Felipe Contier, João Sodré, Jonas Delecave, José Lira, Paula Dedecca, Samira Chahin e Victor Próspero, organizadores / Romano Guerra) - Desenvolvimento regional no Brasil no século XXI (Fernando Cézar de Macedo / Editora da Universidade Estadual da Paraíba - EDUEPB) - Lucjan Korngold, arquiteto (Anat Falbel / Romano Guerra) - Se a cidade fosse nossa: racismos, falocentrismos e opressões nas cidades (Joice Berth / Paz e Terra) |
| Artes                                                                            | A melodia de Jobim Carlos Almada / Editora da Unicamp | - A sociedade do artista: ativismo, morte e memória da arte (Stéphane Huchetv / Editora 34) - Arriar o butô em 7 encruzilhadas: micropolíticas do corpo (Thiago Abel / Trevas) - Inventário de uma memória consagrada: Benjamim Santos nos interstícios do teatro pernambucano (1960-1970) (Idelmar Gomes Cavalcante Jr. / Cepe Editora) - Uma Hollywood Brasileira: ou o cinema em Campinas na década de 1920 (Carlos Roberto de Souza / Alameda) | - A Bienal de São Paulo e a América Latina: Trânsitos e tensões (anos 1950 e 1960) (Maria de Fátima Morethy Couto / Editora da Unicamp) - História do cinema em dispositivos móveis: do celular ao smartphone (Lilian Cristina Monteiro França / Amazília Coral) - Imagens para rasgar adultos: a morte e o jogo erótico de Ilka Schönbein (Thais D'Abronzo / Ofícios Terrestres Edições) - Milton Nascimento nos trilhos da América Latina: a viagem musical dos anos 1970 (Fernanda Paulo Marques / Alameda) - Um boxeur na arena: Oswald de Andrade e as artes visuais no Brasil (1915-1945) (Thiago Gil Virava / Edições SESC) |
| Astronomia e Física                                                              | Bases do Eletromagnetismo 2: Ondas e Relatividade José Luciano Miranda Duarte, Maria José Bechara, Manoel Roberto Robilotta e Suzana Salem / Editora da Universidade de São Paulo - EDUSP                                              | - Alice no país da Relatividade: Teoria da Relatividade para o Ensino Médio (Geová Alencar / LF Editorial) - Bases do Eletromagnetismo 1: Leis Fundamentais (José Luciano Miranda Duarte, Maria José Bechara, Manoel Roberto Robilotta e Suzana Salem / Editora da Universidade de São Paulo - EDUSP) - Introdução à Cosmologia Moderna: um curso de graduação (Alexandre Zabot e Marcos Amarante / LF Editorial) - Um curso de mecânica clássica (Carlos Batista / Blucher) | - A liga da matéria: os Super Hádrons desvendam a Física Nuclear (Flávio Borges e Fábio Henrique Chibilski / LF Editorial) - Energia Nuclear: uma introdução (Amir Zacarias Mesquita / Editora da Universidade Federal do Paraná - UFPR) - Irradiação de gelos ricos em metanol e etanol por raios-X e elétrons rápidos: implicações na lua Encélado e em outros ambientes espaciais frios (Fabricio Moreira Freitas / Dialética) - Os construtores do Cosmos (Mário Novello / Editora Gaia) |
| Ciência da Computação                                                            | Linguagens formais: teoria e conceitos Italo Santiago Vega, João José Neto e Marcus Vinicius Midena Ramos / Blucher | - Como se faz DevOps: organizando pessoas, dos silos aos times de plataforma (Fabio Kon, Leonardo Leite e Paulo Meirelles / Casa do Código) - Engenharia de Software para Ciência de Dados: um guia de boas práticas com ênfase na construção de sistemas de Machine Learning em Python (Helio Lopes, Hugo Villamizar, Marcos Kalinowski e Tatiana Escovedo / Casa do Código) - Inteligência artificial e aprendizagem de máquina: aspectos teóricos e aplicações (Oscar Gabriel Filho / Blucher) - Uma introdução à convexidade em grafos (Fábio Protti, Júlio Araújo, Mitre Dourado e Rudini Sampaio / Editora do Instituto de Matemática Pura e Aplicada - IMPA)                                                                         | - Cloud computing: framework para seleção de provedor de serviços em nuvem (Jaime Leite / Dialética) - Infraestrutura nacional e eficiência logística: um pacto pelo desenvolvimento (Aurélio Lamare Soares Multa e Jussara Ribeiro / Dialética) - Sistema(s) (s)em risco(s)(?): gestão de risco na inspeção dos serviços de enfermagem (Eliézer Henrique Silva / Dialética) - Tópicos em Otimização Inteira (Ana Flavia Uzeda Macambira, Luidi Simonetti, Nelson Maculan e Rosiane de Freitas Rodrigues, organizadores / Editora da Universidade Federal do Rio de Janeiro - UFRJ) - Transformação Digital: método para elaboração estratégica da jornada (Alexandre Boschi e Antonio Batocchio / Dialética) |
| Ciência de Alimentos e Nutrição                                                  | Brasil em 50 alimentos Jorge Duarte, organizador / Empresa Brasileira de Pesquisa Agropecuária - EMBRAPA | - Avaliação das Políticas de Alimentação e Nutrição: contribuições teóricas e práticas (Denise Cavalcante de Barros, Marly Marques da Cruz e Santuzza Arreguy Silva Vitorino, organizadoras / Fundação Oswaldo Cruz - FIOCRUZ) - Obesidade e nutrição (Dilina do Nascimento Marreiro e Silvia Maria Franciscato Cozzolino, organizadoras / Manole) - Processamento de arroz: branco e parboilizado (Ádamo de Sousa Araújo, Carlos Alberto Silveira da Luz e Maria Laura Gomes Silva da Luz / Blucher) - Suplementação Nutricional: Exercício e Sistema Imunológico (Antonio Herbert Lancha Júnior, Bárbara de Moura Mello Antunes, Fábio Santos Lira, José Cesar Rosa-Neto e Ronaldo Vagner Thomatieli dos Santos / Editora dos Editores)   | - Aguardente de cana-de-açúcar: com comentários sobre difusão, mau odor, carbamato, armazenamento, envelhecimento e madeira de eucalipto (Urgel de Almeida Lima / Fundação de Estudos Agrários Luiz de Queiroz - FEALQ) - Educação alimentar e nutricional: o alimento cura e promove saúde: construção do Programa Prosa dos alimentos (Vanessa Seravalli Zani / Dialética) - Nutrição adequada ao desenvolvimento e ao envelhecimento saudáveis (Valdemiro Carlos Sgarbieri / Editora da Unicamp) - Princípios fundamentais da tecnologia e processamento de produtos lácteos (Bruno Fonsêca Feitosa, Elisabete Piancó de Sousa e Emanuel Neto Alves de Oliveira / Instituto Federal do Rio Grande do Norte - IFRN) - Vinho brasileiro, muito prazer (Roberta Malta Saldanha / Senac Rio)                                                                                                  |
| Ciências Agrárias e Ciências Ambientais                                          | Inseticidas botânicos no Brasil: aplicações, potencialidades e perspectivas Edson Luiz Lopes Baldin, José Djair Vendramim e Leandro do Prado Ribeiro / Fundação de Estudos Agrários Luiz de Queiroz - FEALQ                            | - A terra dá, a terra quer (Antônio Bispo dos Santos / Ubu e Piseagrama) - Ciências ambientais: interdisciplinaridade e pluralidade investigativa (Ana Paula Fracalanza e Sílvia Helena Zanirato, organizadoras / Blucher Open Access) - Ciências da Natureza e suas metodologias no enfrentamento dos desafios do Século XXI (Maria Beatriz Dias da Silva Maia Porto e Maria Teresa Tedesco Vilardo Abreu, organizadoras / Colli Books) - Inquietações de um Brasil contemporâneo: desafios das eras climática, digital-tecnológica e biológica (Francisco Gaetani, Izabella Teixeira, Marcello Brito, Roberto S. Waack e Samela Sateré Mawé / Autêntica)                                                                                  | - Centro de Ciências Agrárias da UFSCar: Trinta anos de Ensino, Pesquisa e Extensão (Adriana Cavalieri Sais e Ricardo Toshio Fujihara, organizadores / Cubo) - Consumo verde: a construção de um mercado de massa sustentável (Ricardo Esturaro / Tira de Letra Editora) - Manejo integrado de bacias hidrográficas para produção de água: exercícios aplicados ao rio Pardo (Edson Luis Piroli / Editora da Universidade Estadual Paulista - Editora UNESP Digital) - O futuro da agricultura brasileira: 10 visões (Marcos Antonio Gomes Pena Júnior e Marcos Aurélio Santiago Françozo, organizadores / Empresa Brasileira de Pesquisa Agropecuária - EMBRAPA) - O mutirão das árvores: queremos sombra e água fresca (Claudio de Moura Castro / BEĨ) |
| Ciências Biológicas, Biodiversidade e Biotecnologia                              | Um naturalista no Antropoceno: um biólogo em busca do selvagem Mauro Galetti / Editora da Universidade Estadual Paulista - Editora UNESP Digital                                                                                       | - Abelhas sem ferrão relevantes para a meliponicultura no Brasil (Cristiano Menezes, Denise A. Alves, Daercio A. A. Lucena e Eduardo A. B. Almeida / Associação Brasileira de Estudos das Abelhas - ABELHA) - Fritz Müller: Desterro: Um Ser Humano e sua Ciência (1822-1897) (Marcelo Vieira Nascimento / independente) - História da Bioética no Brasil (Diego Carlos Zanella e Dirce Bellezi Guilhem / Editora da Pontifícia Universidade Católica do Paraná - PUCPRESS) - Samambaias e licófitas do Brasil: biologia e taxonomia (Augusto César Pessôa Santiago, Lana da Silva Sylvestre e Marcelo Guerra Santos, organizadores / Editora da Universidade do Estado do Rio de Janeiro - EDUERJ)                                         | - Aves do Parque Nacional da Furna Feia (Diana Gonçalves Lunardi, Rafael Dantas Lima e Vitor de Oliveira Lunardi / Editora da Universidade Federal Rural do Semi-Árido - EDUFERSA e Editora IABS) - Bacias Hidrográficas: morfologia, belezas naturais e potencialidades (Lourivaldo Amancio de Castro / Dialética) - Capital Natural das Florestas de Carajás (Tereza Cristina Giannini, organizadora / Instituto Tecnológico Vale - ITV) - Mapeamento e análise espaço-temporal dos manguezais do Espírito Santo: comparativo entre 1970, 2007 e 2015 (Roberto Hezer Moreira Vervloet, organizador / Instituto Estadual do Meio Ambiente e Recursos Hídricos - IEMA) - Planejamento sistemático para conservação da flora campestre ameaçada de extinção no bioma Pampa (Rafael Augusto Xavier Borges / Dialética)                                                                         |
| Ciências da Religião e Teologia                                                  | Exu-Mulher e o matriarcado nagô Claudia Alexandre / Fundamentos de Axé | - A praia dos mundos sem fim: Brasil, Índia e a poética do encontro (Dilip Loundo / Phi) - Mestres da ayahuasca: em contextos religiosos (Maria Betânia B. Albuquerque e Wladimyr Sena Araújo / Mercado de Letras) - O novo rosto do catolicismo brasileiro: clero, leigos, religiosas e perfil dos padres novos (Agenor Brighenti / Vozes) - Teologia Feminista: insurgência e subjetividades (Neiva Furlin / Loyola) | - Cristãos pelo socialismo no governo de Salvador Allende: Chile 1970-1973 (Marco Arroyo / Dialética) - Mulheres que conquistaram espaço e voz na Bíblia (Joel Antônio Ferreira / Paulus) - Pentecostalismo, fuzil e voto: as verdadeiras forças que impulsionaram as eleições para os Conselhos Tutelares (Washington Carlos Silva / Dialética) - Profetas e místicos em terra brasileira: história, espiritualidade e lutas (Mauro Passos, Newton D. Andrade Cabral e Wagner Lopez Sanchez, organizadores / Paulus) - Teologia da morte (Renato Alves de Oliveira / Loyola) |
| Comunicação e Informação                                                         | Incerteza, um ensaio: como pensamos a ideia que nos desorienta (e orienta o mundo digital) Eugênio Bucci / Autêntica | - Afetividades LGBTQIA+ anunciadas: olhares de famílias brasileiras (Francisco Leite / Annablume Editora e Fundação de Amparo à Pesquisa do Estado de São Paulo - FAPESP) - Imprensa feminina e feminista no Brasil: dicionário ilustrado (Volume 2): século XX (1900-1949) (Constância Lima Duarte / Autêntica) - Os Donos da Rua: representatividade racial e as transformações do protagonismo negro no universo Turma da Mônica (Rodrigo Sérgio Ferreira de Paiva / Appris) - Pandemia e (des)informação: mídia, imaginário e memória (Álvaro Nunes Laranjeira, Heloisa Juncklaus Preis Moraes, Juremir Machado da Silva, Mario Abel Bressan Júnior, Moisés de Lemos Martins e Philippe Joron, organizadores / Sulina)                  | - 1822 \| 1922 \| 2022 Independência do Brasil no Jornalismo (Lúcia Santa-Cruz / E-papers) - A inteligência artificial é inteligente? (Lucia Santaella / Edições 70) - A telenovela e o futuro da televisão brasileira (Rosane Svartman / Cobogó) - Imprensa Lésbica: uma história possível (Paula Silveira-Barbosa / Dialética) - Jornalismo narrativo em podcast: imersividade, dramaturgia e narrativa autoral (Luana Viana / Insular) |
| Direito                                                                          | Direito 1870 - 1875 / Luiz Gama Bruno Rodrigues de Lima, organizador / Hedra | - A ética da tolerância no constitucionalismo latino-americano (Pedro Henrique Nascimento Zanon / Dialética) - Quanto vale a liberdade? O problema da desinformação entre os diferentes fundamentos da liberdade de expressão (Tailine Hijaz / Dialética) - Resiliência e deslealdade constitucional: uma década de crise (Ana Laura Pereira Barbosa e Rubens Glezer, organizadores / Contracorrente) - Superinterpretação no Direito (André Karam Trindade e Lenio Luiz Streck, organizadores / Tirant Lo Blanche) | - "É fragrante fojado dôtor vossa excelência": audiências de custódia, africanidades e encarceramento em massa no Brasil (Carla Akotirene / Civilização Brasileira) - Crime: 1877 - 1879 / Luiz Gama (Bruno Rodrigues de Lima, organizador / Hedra) - Introdução ao estudo do direito: retórica realista, argumentação e erística (João Maurício Adeodato / Editora Forense) - Misoginia na internet (Mariana Valente / Fósforo) - O Direito das Políticas Públicas: regime jurídico, agendamento, formulação, implementação, avaliação, judicialização e critérios de justiça (Janriê Rodrigues Reck / Fórum) |
| Economia                                                                         | Números da discriminação racial: desenvolvimento humano, equidade e políticas públicas Alysson Portella e Michael França, organizadores / Jandaíra                                                                                     | - As doutrinas econômicas: a economia política clássica: a construção da economia como ciência (1776-1870) (Fabrício Augusto de Oliveira / Contracorrente) - História e diplomacia monetária (Mauricio Metri / Dialética) - O Brasil no capitalismo do século XXI (Luciana Caetano da Silva e Marcio Pochmann / Editora da Unicamp) - O fluxo de comércio brasileiro: análise assimétrica bilateral entre o Brasil e seus principais parceiros de comércio (Danilo Pires / Dialética) | - Cidades e indústrias criativas (Bruno Bittencourt Braz Antunes / Dialética) - Consumo verde: a construção de um mercado de massa sustentável (Ricardo Esturaro / Tira de Letra Editora) - Criatividade e emancipação nas comunidades-rede: contribuições para uma economia criativa brasileira (Cláudia Sousa Leitão, organizadora / Itaú Cultural e WMF Martins Fontes) - Desvendando a Economia Colaborativa: por que os brasileiros estão aderindo a essa nova lógica de consumo (Caroline Ferraz / Dialética) - Indicadores de sustentabilidade para gestão de resíduos sólidos: um olhar para as políticas públicas municipais (Anderson Gheller Froehlich, Daniela da Silva Carvalho e Sandro Bendito Sguarezi / Dialética) |
| Educação e Ensino                                                                | Elza Freire e Paulo Freire: noites de exílio, dias de utopia Nima Spigolon / Pangeia Editora | - Direitos humanos, educação escolar indígena e interculturalidade: cartografia das escolas indígenas brasileiras (Jade de Oliveira Monteiro e Thaís Janaina Wenczenovicz / Editora da Universidade do Oeste de Santa Catarina - UNOESC) - Infâncias negras (Nilma Lino Gomes e Marlene de Araújo / Vozes) - Mediadores de leitura: espécie em ascensão (Sonia Fernandez / Labrador) - Vidas re-existentes: reafirmando sua outra humanidade na história (Miguel G. Arroyo / Vozes) | - A arte de enganar a si mesmo: uma visão científica da polarização política e outros males (nem tão) modernos (Luiz Gaziri / Alta Books) - Didática crítica no Brasil (Andréa Maturano Longarezi, Roberto Valdés Puentes e Selma Garrido Pimenta, organizadores / Cortez Editora) - Mulheres em águas de piratas: vozes insurgentes da América Latina, África e Ásia em luta contra o patriarcado (Sílvia Ester Orrú / Dialética) - Programados para aprender (Moacir Gadotti / Global) - Um olhar para as crianças imigrantes em escolas brasileiras (Sandra Felicio Roldão e Veronica Branco / Appris) |
| Educação Física, Fisioterapia, Fonoaudiologia e Terapia Ocupacional              | Do futebol moderno aos futebóis transmodernos: a utopia da diversidade revolucionária Denis Prado, Osmar Moreira de Souza Júnior e Ricardo Souza de Carvalho, organizadores / Editora da Universidade Federal de São Carlos - EDUFSCAR | - Além das próprias forças: origens e caminhos das ciências do esporte no Brasil entre as décadas de 1930 e 1980 (Quéfren Weld Cardozo Nogueira / Editora CRV) - Musculação: uma abordagem completa do método (Marcelo Lacerda Bezerra / Grupo Lunas) - O jogo e a estética do movimento (Jeferson José Moebus Retondar, Kleber Tüxen Carneiro e Wecisley Ribeiro do Espírito Santo / Pimenta Cultural) - Pedagogia do Paradesporto (Ciro Winckler / independente) | - A integração sensorial e o engajamento ocupacional na infância (Aila Narene Dahwache Criado Rocha, Heloisa Briones Mantovani, Rubiana Cunha Monteiro, organizadoras / Cultura Acadêmica Editora e Oficina Universitária) - Educação física e esportes adaptados: programas de ensino e subsídios para a inclusão (Mey de Abreu van Munster, organizadora / Manole) - Intervenção precoce em crianças com fissuras labiopalatinas (Maria Cristina Cardoso, organizadora / Editora da Universidade Federal de Ciências da Saúde de Porto Alegre - UFCSPA) - Mecanismos moleculares das doenças e atividade física: dos conceitos básicos à prescrição de exercícios físicos (Clarcson Plácido C. dos Santos, organizador / Dialética) - Toque Terapêutico: ciência e sensibilidade. Conquiste saúde, ganho de movimento, consciência corporal e alívio de dor (Wilson Cezar Garves / Appris) |
| Enfermagem, Farmácia, Saúde Coletiva e Serviço Social                            | Atenção Primária à Saúde em Municípios Rurais Remotos no Brasil Adriano Maia dos Santos, Aylene Bousquat, Ligia Giovanella, Márcia Cristina Rodrigues Fausto e Patty Fidelis de Almeida / Fundação Oswaldo Cruz - FIOCRUZ              | - Cartilha em saúde trans, travesti e não binária: "caminhos nada suaves" (Claudia Helena Rego, Jonathas Justino e Leila Dumaresq / Biblioteca Digital da Faculdade de Ciências Médicas da Universidade Estadual de Campinas - BFCM Unicamp) - Corpos em disputa na saúde e na cidade: os impactos da mudança de modelo da saúde sobre o espaço urbano (Maristela Rosas / Dialética) - Descomplicando a COVID-19 para Pessoas com Câncer (Isabella Portugal, Ítalla Maria Pinheiro Bezerra e Luiz Carlos de Abreu / Dialética) - Emergências Cardiovasculares: diagnóstico e tratamento (Ludhmila Abrahão Hajjar / Editora dos Editores) | - Definições conceituais e operacionais do INICIARE-23: guia de bolso (Miriam de Abreu Almeida e Murilo dos Santos Graeff / Editora da Universidade Federal de Ciências da Saúde de Porto Alegre - UFCSPA) - Medicamentos de origem natural: uma abordagem multidisciplinar (Valdir Cechinel Filho / Artmed) - Obesidade: um guia pró-saúde e antigordofobia: entender: cuidar: respeitar: conviver (Felipe Koleski / Vigia Editora) - Procedimentos em Medicina de Emergência (Henrique Herpich e Hélio Penna Guimarães / Editora dos Editores) - Vidas asiladas: além dos muros da velhice (Daniel Azevedo / Fólio Digital) |
| Engenharias                                                                      | Tudo sob(re) controle: fundamentos e estudos de caso Ana Maria Frattini Fileti / Blucher | - Fluxo de potência: teoria e implementação de códigos computacionais (Igor Delgado de Melo / Blucher) - Mecânica dos fluidos (Sávio Souza Venâncio Vianna / E-papers) - Ondas eletromagnéticas (Eduardo Chaves Montenegro / Blucher) - Refino dos aços (André Luiz Vasconcellos da Costa e Silva / Blucher) | - Controle de sistemas multirrobôs (Mário Sarcinelli Filho / Blucher) - Diretrizes de logística urbana para as cidades brasileiras: fundamentos e proposições (Antonio Carlos Sá de Gusmão / Dialética) - Fundamentos dos processos de retificação centerless (Luiz Maurício Gonçalves Neto / Blucher) - Introdução ao Python para Engenharia Química (Sidinei Silva / Blucher) - Transferência de massa vol.1 (Alessandra Suzin Bertan e Marco Aurélio Cremasco / Blucher) |
| Filosofia                                                                        | Introdução à história da filosofia: volume 3: a patrística introdução ao nascimento da filosofia cristã Marilena Chaui / Companhia das Letras                                                                                          | - Dispositivo de racialidade: a construção do outro como não ser como fundamento do ser (Sueli Carneiro / Zahar) - Fenomenologia dos devaneios (Marcus Sacrini / Editora da Universidade de São Paulo - EDUSP) - Filosofia da ciência: fundamentos históricos metodológicos, cognitivos e institucionais (Ricardo Ribeiro Terra e Walter Ribeiro Terra / Contexto) - Hume, a justiça e o pensamento político moderno (Maria Isabel Limongi / Alameda) | - Analogia e simbolização em Kant (Joãosinho Beckenkamp / Dialética) - Cícero e o Timeu (France Yvonne Murachco / Enguaguaçu) - Doxa no poema de Parmênides (A) - Uma investigação a partir dos testemunhos antigos (Bruno Loureiro Conte / Loyola) - Fernando Pessoa, Nietzsche e o niilismo (Fabrício Fonseca Machado / Dialética) - José Saramago leitor de Montaigne: a presença dos ensaios dos cadernos de Lanzarote (Naiara Martins Barrozo / 7Letras) |
| Geografia e Geociências                                                          | Água e conflitos socioambientais: tratamento no Sistema Nacional de Gerenciamento de Recursos Hídricos Leonardo Castro Maia / Dialética                                                                                                | - Das negociações do clima ao clima das negociações: a governança ambiental de Quioto a Paris (Mariana Balau Silveira / Dialética) - Geografia marinha e cultura oceânica: contribuições da geografia ao ensino sobre oceano e áreas costeiras nas escolas (Flavia Moraes Lins-de-Barros, organizadora / Paco Editorial) - Geopolítica do narcotráfico na Amazônia (Aiala Colares Oliveira Couto / Appris) - Projeto Espeleopiraí: em defesa do patrimônio natural de Piraí da Serra/PR (Henrique Simão Pontes e Laís Luana Massuqueto, organizadores / ABC Projetos Culturais) | - A excepcionalidade da paisagem e do lugar: a transcendência da (i)materialidade por meio da mediação de subjetividades (Leonardo Luiz Silveira da Silva / Editora do Instituto Federal do Norte de Minas Gerais - IFNMG e Grupo Editorial Letramento) - A geologia e a gemologia do diamante: uma visão multidisciplinar (Marcus Vinicius Dutra de Magalhães e Thiago Araujo Scherer / Associação Brasileira de Geologia de Engenharia e Ambiental - ABGE) - A homeopatia e os peixes: importância, potencial, revisão e análise (Paulo Roberto de Souza Marques / Dialética) - Barragens de rejeitos de mineração: governança dos riscos para prevenção de danos socioambientais (Jacqueline Cavalcante / Dialética) - Da ordem cósmica à desordem territorial: a geograficidade ameríndia no chão de Abya Yala ou América Latina (Sandoval dos Santos Amparo / Chalé Editorial)          |
| História e Arqueologia                                                           | As comissões da verdade e os arquivos da ditadura militar brasileira Mônica Tenaglia / Editora Universidade de Brasília | - Admirável novo mundo: uma história da ocupação humana nas américas (Bernardo Esteves / Companhia das Letras) - Disputas políticas pela abolição no Brasil: nas senzalas, nos partidos, na imprensa e nas ruas (Cláudia Santos / Vozes) - Joaquim de Almeida: a história do africano traficado que se tornou traficante de africanos (Luís Nicolau Parés / Companhia das Letras) - O códice endiabrado (Rodrigo Bentes Monteiro / Editora da Universidade Federal Fluminense - EDUFF) | - Contatando “brancos” e demarcando terras: narrativas xavantes sobre sua história (Sílvia Clímaco Mattos / Appris) - Entendendo os indígenas no Império do Brasil (Ana de Melo Louzada, organizadora / Jaguatirica e Fundação de Amparo à Pesquisa do Estado do Rio de Janeiro - FAPERJ) - Entre o escudo e a azagaia: uma história política do Reino Zulu no século XIX (Evander Ruthieri da Silva / Editora da Universidade do Estado do Rio de Janeiro - EDUERJ) - Longe, muito longe: Manoel Benício dos Passos, um capoeira no ativismo do pós-abolição (Walter Fraga / Zahar) - Sacerdotisas voduns e rainhas do Rosário: mulheres africanas e inquisição em Minas Gerais (século XVIII) (Aldair Rodrigues e Moacir Maia, organizadores / Chão Editora) |
| Letras, Linguística e Estudos Literários                                         | Pelo prisma rural: ensaios de literatura brasileira Fernando Cerisara Gil / Editora da Unicamp | - Grafias de vida — a morte (Silviano Santiago / Companhia das Letras) - Gramática do Português Brasileiro Escrito (Carlos Alberto Faraco e Francisco Eduardo Vieira / Parábola Editorial) - João Cabral de Melo Neto em vinte quadros (Éverton Barbosa Correia / Editora da Unicamp) - Português brasileiro e português europeu: sintaxe comparada (Ana Maria Martins, Jairo Nunes e Mary A. Kato / Contexto) | - A linguística geral de Ferdinand de Saussure (Valdir do Nascimento Flores / Contexto) - Correspondência Mário de Andrade & Oswald de Andrade (Gênese Andrade, organizadora / Editora da Universidade de São Paulo - EDUSP e Instituto de Estudos Brasileiros) - Modernismo brasileiro: manifestos e textos afins do período modernista e seus desdobramentos (Juliane de Sousa Elesbão, Lívia Penedo Jacob e Roberto Acízelo de Souza, organizadores / Argos Editora da Universidade Comunitária da Região de Chapecó - UNOCHAPECÓ) - O Brasil então e agora (Luiz Costa Lima / Editora da Universidade Estadual Paulista - UNESP) - Uma história da linguística (Marcos Bagno / Parábola Editorial) |
| Matemática, Probabilidade e Estatística                                          | Estatística decodificada Anderson Rodrigo da Silva / Blucher | - Métodos multivariados de análise estatística (Lúcia Pereira Barroso e Rinaldo Artes / Blucher) - Modelos de volatilidade para derivativos (Yuri F. Saporito / Fundação Getulio Vargas - FGV Editora) - Um primeiro contato com bases de Gröbner e suas aplicações (Marcelo Escudeiro Hernandes / SBM) - Uma introdução à convexidade em grafos (Fábio Protti, Júlio Araújo, Mitre Dourado e Rudini Sampaio / Associação Instituto Nacional de Matemática Pura e Aplicada - IMPA) | - Contando retas em superfícies no espaço projetivo (Jacqueline Rojas, Sally Andria e Wállace Mangueira / Associação Instituto Nacional de Matemática Pura e Aplicada - IMPA) - Equações com derivadas parciais: conceitos fundamentais (Renato Belinelo Bortolatto / Editora da Universidade de São Paulo - EDUSP) - Estruturas algébricas (Parham Salehyan / Editora da Unicamp) - O Pensamento matemático e os diferentes modos de pensar que o constituem (Barbara Lutaif Bianchini e Gabriel Loureiro de Lima, organizadores / LF Editorial) - Uma introdução aos sistemas dinâmicos via exemplos (Alexandre Tavares Baraviera, Flávia Malta Branco e Lucas Backes / Associação Instituto Nacional de Matemática Pura e Aplicada - IMPA) |
| Medicina                                                                         | Autismo no adulto José Alberto Del Porto e Francisco B. Assumpção Jr., organizadores / Artmed e Editora dos Editores | - Canabidiol na Medicina (Antonio Waldo Zuardi, Francisco Silveira Guimarães, José Alexandre de Souza Crippa e José Diogo Ribeiro de Souza / Manole) - Transtorno bipolar: diagnóstico e tratamento (Ângela Marisa de Aquino Miranda Scippa e Flávio Kapczinski / Atheneu) - Transtornos psiquiátricos na mulher: diagnóstico e manejo (Amaury Cantilino, Joel Renó Jr. e Maila de Castro L. das Neves, organizadores / Artmed) - Vidas asiladas (Daniel Lima Azevedo / Fólio Digital) | - Arqueologia da personalidade (Fabricio Reali Zia / Dialética) - Cardiologia geriátrica – da clínica à intervenção (Ari Timerman, Fausto Feres e Felício Savioli Neto / Editora dos Editores) - Erros inatos da imunidade (Anete Sevciovic Grumach, Antonio Condino Neto, Carolina Aranda, Dirceu Solé e Ekaterini Goudouris / Atheneu) - Síndromes hipertensivas na gestação e suas complicações a longo prazo (Fernando Antonio de Almeida, Henri Augusto Korkes, Leandro Gustavo de Oliveira, Nelson Sass, organizadores / Editora da Pontifícia Universidade Católica de São Paulo - EDUC) - Telemedicina: manual de cuidado virtual em saúde (Caio Seixas Soares, Eduardo Picelli Vicentim, Geovana Amaral Huber, José Benedito Ramos Valladão Júnior, Lucas Amâncio Barbosa da Silva e Marcela Mitie Missawa / Atheneu)                                                               |
| Medicina Veterinária, Zootecnia e Recursos Pesqueiros                            | Manual de Clínica Médica Felina Christine Souza Martin e Fernanda Vieira Amorim da Costa / Manole | - A homeopatia e os peixes: importância, potencial, revisão e análise (Paulo Roberto de Souza Marques / Dialética) - Avaliação da resposta clínica ao tratamento com colágeno hidrolisado em cães com doença articular degenerativa (Walter Bilck Filho / Dialética) - Cães: só amor não basta (Gelson Leite / Dialética) - Valores de referência & parâmetros de normalidade: ultrassonografia abdominal (Bruna Portiolli e Cibele Figueira Carvalho / independente) | - Bioterrorismo: uma realidade na defesa sanitária animal? (Taciano Couto Guimarães / Dialética) |
| Odontologia                                                                      | Exame, Diagnóstico e Instrumentação Periodontais e Peri-implantares Arthur Belém Novaes Júnior, Flávia Furlaneto e Michel Reis Messora / Editora da Universidade de São Paulo - EDUSP                                                  | - Ossos maxilares na saúde e nas doenças: diagnóstico e biopatologia das osteopatias aplicados à prática clínica (Alberto Consolaro / Dental Press) - Pré-natal Odontológico (Francisco Wanderley Garcia de Paula-Silva / Santos Publicações) - Processo diagnóstico: montando um quebra-cabeça (Ellen Eduarda Fernandes, Estela Kaminagakura, Janete Dias Almeida, Jobe de Lima, Marianne Spalding, Rubens Nisie Tango / Cultura Acadêmica Editora) - Síndrome do envelhecimento precoce bucal (Alexandre Coelho Machado, Amanda Ribeiro Wobido, Livia Fávaro Zeola e Paulo Vinícius Soares / Santos Publicações) | - PREP Concept: estratégias de preparo dental (Fábio Cabral e Luis Calicchio / Santos Publicações) |
| Psicologia e Psicanálise                                                         | História dos saberes psicológicos na cultura brasileira Marina Massimi / Editora da Universidade de São Paulo - EDUSP | - Ciência pouca é bobagem: por que a psicanálise não é pseudociência (Christian Dunker e Gilson Iannini / Ubu) - Neuropsicologia do envelhecimento (Laiss Bertola e Renata Kochhann, organizadoras / Ampla) - Pós-graduação em Psicologia no Brasil: percurso, panorama atual e desafios (Acácia Angeli dos Santos, Gerson Yukio Tomanari e Luciana Mourão, organizadores / Vetor) - Psicologia, educação e homossexualidades: o normal e o patológico em revistas científicas de 1970 e 1980 (Eder Ahmad Charaf Eddine / Editora da Universidade Federal do Tocantins - EDUFT) | - Ciência da vida após a morte (Alexander Moreira-Almeida, Humberto Schubert e Marianna de Abreu Costa / Ampla) - Ensino, formação e supervisão em psicologia: uma perspectiva baseada em evidências (Carmem Beatriz Neufeld e Janaína Bianca Barletta, organizadoras / Artmed) - Notas sobre a aptidão à felicidade (Marion Minerbo / Blucher) - O incômodo de ser inacabado: desafios da teatralização de si na contemporaneidade (Michelle Thieme de Carvalho Moura / Dialética) - Suicídio: estudos e práticas de prevenção (Andrés Eduardo Aguirre Antúnez e Nara Helena Lopes Pereira da Silva, organizadores / Zagodoni) |
| Química e Materiais                                                              | Eletrofiação e nanofibras: fundamentos e aplicações Daniel Souza Corrêa e Luiza Amim Mercante, organizadores / Atena Editora e Fundação de Amparo à Pesquisa do Estado de São Paulo - FAPESP                                           | - Etanol de biomassa de milho: utilização de aprendizagem de máquina no estudo de casos de caldeiras (Fernando Cesar Calsoni / Dialética) - Introdução à Nanotecnologia: uma abordagem descomplicada e multidisciplinar: módulo básico (Delmárcio Gomes da Silva / independente) - Química de coordenação: Série didática para o apoio à formação de professores de química - Volume 4 (Marcos Aires de Brito / Atena Editora) - Química de Soluções: avaliação de equilíbrios químicos em solução aquosa (André Fernando de Oliveira / Editora da Universidade Federal de Viçosa - UFV) | |

### Eixo Prêmios Especiais
| Categoria             | Vencedores | Finalistas | Semifinalistas |
| --------------------- | --- | --- | --- |
| Divulgação Científica | Introdução à história da filosofia: Volume 3: a Patrística - Introdução ao nascimento da filosofia cristã Marilena Chaui / Companhia das Letras | - A razão dos centavos: Crise urbana, vida democrática e as revoltas de 2013 (Roberto Andrés / Zahar) - Admirável Novo Mundo: Uma história da ocupação humana nas Américas (Bernardo Esteves / Companhia das Letras) - Discursos de ódio contra negros nas redes sociais (Luciana Barreto / Pallas Editora) - Niéde Guidon: uma arqueóloga no sertão (Adriana Abujamra / Rosa dos Tempos)                                                                      | - As flores do bem: A ciência e a história da libertação da maconha (Sidarta Ribeiro / Fósforo) - Futebol Feminino no Brasil: entre festas, circos e subúrbios, uma história social (1915-1941) (Aira F. Bonfim / independente) - Thereza: uma genealogia afro-brasileira (Marcelo Leal / independente) - Tubo de ensaios: uma mistura de ciência, arte e cultura pop (Daniel Martins de Barros / Editora da Unicamp) - Uma breve história das palavras; da pré-história à era digital (Aldo Bizzocchi / Edições 70) |
| Ilustração            | ABCDarquelogia Graziella Mattar / Peirópolis | - Coleção “Entre Rios” de Educação Ambiental (Carlos Gabriel Ferreira / Editora da Universidade Federal de Uberlândia - EDUFU) - Dandara, muito além dos Palmares (Francisca Nzenze de Meireles / Inteligência Educacional) - Desvendando a hanseníase: A jornada de Denise e Pedro (Izaías Marques - Zazá / independente) - Educação Climática com a turma do Pererê: Oceano (Gérome Ibri, Katherine De Franco, Instituto Ziraldo / Inteligência Educacional) | - A viagem de Itajara (Eduarda Canuto / Instituto Meros do Brasil) - Abuso – Guia Prático: como identificar e se libertar de relacionamentos abusivos (Guilherme Paixão / Saab Editora) - Darwinismo e racismo científico no Brasil (Paula Hollanda / Editora da Universidade Estadual de Feira de Santana - UEFS) - Fritz Müller: Desterro: Um Ser Humano e sua Ciência (1822-1897) (Marcelo Vieira Nascimento / independente) - Quem são Elas? Histórias e relatos sobre mulheres que constroem a agricultura e a pesca capixaba (Balaio Design / Instituto Capixaba de Pesquisa, Assistência Técnica e Extensão Rural - INCAPER) |